# Eishockey-Landesliga Bayern 2017/18
Die Eishockey-Landesliga Bayern 2017/18 wurde unter dem Dach des Bayerischen Eissportverbandes (BEV) organisiert und ist nach der DEL, DEL2, Oberliga und Bayernliga eine der fünfthöchsten Spielklassen im deutschen Eishockey.

## Saisonverlauf
Die Eishockey-Landesliga 2017/18 war die 70. Ausspielung dieser Liga. Neben dem Meister Bad Kissinger Wölfe konnten sich über die Qualifikationsrunde zur Bayernliga auch der ERV Schweinfurt, EHC Klostersee und der EHC Königsbrunn für die Bayernliga 2019/20 qualifizieren. In die Bezirksliga absteigen musste die Amateurmannschaft des EHC Straubing.

### Spielmodus
Die Vorrunde 2017/18 wurde in zwei Gruppen als Einfachrunde ausgespielt. Gruppe 1 (Nord/Ost) mit 12 Mannschaften und Gruppe 2 (Süd/West) mit 11 Mannschaften. Anschließend wurden die besten fünf Teams jeder Gruppe mit den Mannschaften von Platz 9 bis 14 der Bayernliga verzahnt und nahmen an einer Qualifikationsrunde zur BYL teil. Die Mannschaften ab Platz 6 jeder Vorrundengruppe nahmen an der Abstiegsrunde teil.

## Teilnehmer
Nicht mehr dabei war der EV Füssen (Aufsteiger in die Bayernliga), der EHC 80 Nürnberg und der EC Bad Tölz 1b (beide Rückzug). Neu in der Liga hinzukamen der EHC Klostersee und die SG TSV Schliersee/TEV Miesbach 1b, beide Aufsteiger aus der Bezirksliga.

### Vorrundenplatzierungen
| Landesliga Gruppe 1 (N/O) | Landesliga Gruppe 2 (S/W) |
| --- | --- |
| - 1. ERSC Amberg - 2. ESC Haßfurt - 3. EC Bad Kissinger Wölfe - 4. ERV Schweinfurt - 5. EHC Königsbrunn - 7. ESV Burgau - 6. EV Dingolfing - 8. SE Freising - 9. VER Selb 1b - 10 ESC Vilshofen - 11 VfE Ulm/Neu-Ulm - 12 EHC Straubing | - 1. EHC Klostersee (Aufsteiger) - 2. ESC Kempten - 3. EV Bad Wörishofen - 4. EV Fürstenfeldbruck - 5. SC Reichersbeuern - 6. TSV Farchant - 7. EHC Bad Aibling - 8. SG TSV Schliersee/ TEV Miesbach 1b (Aufsteiger) - 9. EV Pfronten - 10 TSV Trostberg - 11 SC Forst |

Teilnehmer zur Verzahnungsrunde mit der Bayernliga (Qualifikationsrunde) fett gedruckt
Die Mannschaften ab Platz sechs jeder Gruppe nahmen an der Abstiegsrunde teil.

### Qualifikationsrunde
In der Qualifikationsrunde zur Bayernliga, die in 2 Gruppen (C u.D) zu je 8 Mannschaften ebenfalls als Einfachrunde ausgespielt wird, qualifizieren sich die Mannschaften auf den Plätzen 1 bis 3 jeder Gruppe für die Bayernligasaison 2018/19. Die Bad Kissinger Wölfe, der EHC Klostersee, der ERV Schweinfurt und der EHC Königsbrunn haben sich für die Bayernliga 2018/19 qualifiziert. Die bestplatzierten Landesligisten der beiden Gruppen ermittelten im Modus „Best-of-Three“ den Bayerischen Landesligameister. 
Die Spiele wurden vom 19. Jan bis 11. März 2018 ausgetragen.

#### Gruppe C
|    | Mannschaft                             | Sp | S3 | S2 | N1 | N0 | Tore  | Diff. | Pkte |
| -- | -------------------------------------- | -- | -- | -- | -- | -- | ----- | ----- | ---- |
| 1. | EC Bad Kissinger Wölfe (BLL Gr. I / 3) | 14 | 9  | 1  | 0  | 4  | 81:51 | 30    | 29   |
| 2. | ERV Schweinfurt (BLL Gr. I / 4)        | 14 | 9  | 1  | 0  | 4  | 59:40 | 19    | 29   |
| 3. | EHC Königsbrunn (BLL Gr. I / 5)        | 14 | 8  | 2  | 1  | 3  | 73:59 | 14    | 29   |
| 4. | EC Pfaffenhofen (12. Bayernliga)       | 14 | 7  | 2  | 2  | 3  | 58:47 | 11    | 27   |
| 5. | ERSC Amberg (BLL Gr. I / 1)            | 14 | 4  | 1  | 3  | 6  | 53:71 | −18   | 17   |
| 6. | ESV Buchloe (9. Bayernliga)            | 14 | 4  | 1  | 1  | 8  | 47:61 | −14   | 15   |
| 7. | Haßfurt Hawks (BLL Gr. I / 2)          | 14 | 4  | 0  | 1  | 9  | 80:93 | −13   | 13   |
| 8. | EV Moosburg (14. Bayernliga)           | 14 | 2  | 1  | 1  | 10 | 49:76 | −27   | 9    |

Abkürzungen: Sp = Spiele, S3 = Siege, S2 = Siege nach Verlängerung oder Penaltyschießen, N1 = Niederlagen nach Verlängerung oder
 Penaltyschießen, N0 = Niederlagen, T = Tore  Für die Bayernliga 2018/19 qualifiziert.
- Die Bayernligisten ESV Buchloe, der EC Pfaffenhofen und der EV Moosburg konnten sich nicht qualifizieren und sind damit die
 Absteiger in die Bayerische Landesliga 2018/19.

#### Gruppe D
|    | Mannschaft                           | Sp | S3 | S2 | N1 | N0 | Tore  | Diff. | Pkte |
| -- | ------------------------------------ | -- | -- | -- | -- | -- | ----- | ----- | ---- |
| 1. | EHC Klostersee (BLL Gr. II / 1)      | 14 | 13 | 0  | 0  | 1  | 80:18 | 62    | 39   |
| 2. | EV Pegnitz (11. Bayernliga)          | 14 | 11 | 1  | 0  | 2  | 72,39 | 33    | 35   |
| 3. | EA Schongau (10. Bayernliga)         | 14 | 9  | 0  | 0  | 5  | 54:35 | 29    | 27   |
| 4. | Wanderers Germering (13. Bayernliga) | 14 | 8  | 0  | 1  | 5  | 57:51 | 6     | 25   |
| 5. | ESC Kempten (BLL Gr. II / 2)         | 14 | 4  | 1  | 1  | 8  | 45:72 | −27   | 15   |
| 6. | EV Fürstenfeldbruck (BLL Gr. II / 4) | 14 | 4  | 0  | 1  | 9  | 37:67 | −30   | 13   |
| 7. | SC Reichersbeuern (BLL Gr. II / 5)   | 14 | 3  | 0  | 0  | 11 | 45:90 | −45   | 9    |
| 8. | EV Bad Wörishofen (BLL Gr. II / 3)   | 14 | 1  | 1  | 0  | 12 | 50:78 | −28   | 5    |

Abkürzungen: Sp = Spiele, S3 = Siege, S2 = Siege nach Verlängerung oder Penaltyschießen, N1 = Niederlagen nach Verlängerung oder
 Penaltyschießen, N0 = Niederlagen, T = Tore  Für die Bayernliga 2018/19 qualifiziert.
- Der Bayernligist Wanderers Germering konnten sich nicht qualifizieren und zog sich in die "Bayerische Bezirksliga" 2018/19 zurück.

#### Finale
Die Finalspiele wurden vom 16. März bis 23. März 2018, im Modus „Best-of-Three“, ausgetragen.
| BLL-Meisterschaft                       | Serie | Spiel 1 | Spiel 2 | Spiel 3 |
| --------------------------------------- | ----- | ------- | ------- | ------- |
| EHC Klostersee – EC Bad Kissinger Wölfe | 1:2   | 6:3     | 1:3     | 2:3     |

- Damit sind die Bad Kissinger Wölfe Bayerischer Landesliga-Meister 2018.

### Abstiegsrunde
Nach der Abstiegsrunde, die ebenfalls in 2 Gruppen als Einfachrunde ausgespielt wurde, war die jeweils letztplatzierte Mannschaft einer Gruppe Direktabsteiger in die Bezirksliga. 
Die Spiele wurden vom 19. Januar 2018 bis 18. März 2018 ausgetragen.

#### Gruppe 1 (N/O)
|    | Mannschaft      | Sp | S3 | S2 | N1 | N0 | Tore   | Diff. | Pkte |
| -- | --------------- | -- | -- | -- | -- | -- | ------ | ----- | ---- |
| 1. | ESV Burgau      | 12 | 7  | 1  | 1  | 3  | 75:47  | 29    | 24   |
| 2. | EV Dingolfing   | 12 | 8  | 0  | 0  | 4  | 69:45  | 24    | 24   |
| 3. | VER Selb 1b     | 12 | 6  | 1  | 1  | 4  | 62:42  | 20    | 21   |
| 4. | VfE Ulm/Neu-Ulm | 12 | 6  | 0  | 1  | 5  | 59:42  | 17    | 19   |
| 5. | ESC Vilshofen   | 12 | 4  | 3  | 1  | 4  | 62:56  | 6     | 19   |
| 6. | SE Freising     | 12 | 5  | 1  | 2  | 4  | 40:43  | −3    | 19   |
| 7. | EHC Straubing   | 12 | 0  | 0  | 0  | 12 | 22:115 | −93   | 0    |

Abkürzungen: Sp = Spiele, S3 = Siege, S2 = Siege nach Verlängerung oder Penaltyschießen, N1 = Niederlagen nach Verlängerung oder
 Penaltyschießen, N0 = Niederlagen, T = Tore, GT = Gegentore  „Absteiger in die Bayerische Bezirksliga 2018/19“.

#### Gruppe 2 (S/W)
|    | Mannschaft                         | Sp | S3 | S2 | N1 | N0 | Tore  | Diff. | Pkte |
| -- | ---------------------------------- | -- | -- | -- | -- | -- | ----- | ----- | ---- |
| 1. | EHC Bad Aibling                    | 10 | 8  | 0  | 0  | 2  | 55:23 | 32    | 24   |
| 2. | TSV Farchant                       | 10 | 5  | 2  | 0  | 3  | 31:29 | 2     | 19   |
| 3. | SC Forst                           | 10 | 5  | 0  | 1  | 4  | 39:36 | 3     | 16   |
| 4. | SG TSV Schliersee/ TEV Miesbach 1b | 10 | 4  | 0  | 0  | 6  | 22:35 | −13   | 12   |
| 5. | TSV Trostberg                      | 10 | 3  | 0  | 1  | 6  | 26:42 | −16   | 10   |
| 6. | EV Pfronten                        | 10 | 3  | 0  | 0  | 7  | 23:31 | −8    | 9    |

Abkürzungen: Sp = Spiele, S3 = Siege, S2 = Siege nach Verlängerung oder Penaltyschießen, N1 = Niederlagen nach Verlängerung oder
 Penaltyschießen, N0 = Niederlagen, T = Tore, GT = Gegentore  „Sportlicher Absteiger“.